# Sven Beelen
Sven Beelen (Leuven, 14 maart 1990) is een Belgisch voormalig veldrijder uit Meerhout. 

## Carrière
Beelen reed bij Sunweb-Revor en was vooral succesvol in de A2-veldritten.
Aan het begin van het veldritseizoen 2010-2011 won Beelen twee crossen in Spanje: halverwege oktober won hij de cross in Villarcayo, een week later was hij de beste in Medina de Pomar. Later dat seizoen werd hij in Rijkevorsel provinciaal kampioen bij de beloften. Toen hij een jaar later terugkeerde naar de cross in Villarcayo werd hij tweede, achter Vincent Baestaens.
In 2014 kondigde hij zijn afscheid aan.

## Erelijst

### Op de weg
- 2011 - 4e 3e etappe Carpathia Couriers Path (POL)
- 2011 - 5e 4e etappe Carpathia Couriers Path(POL)

### Veldrijden
- 2007 - 3e Jaarmarktcross Niel, junioren
- 2007 - 3e Provinciaal Kampioenschap (PK) Antwerpen Rijkevorsel, junioren
- 2009 - 3e Medina de Pomar, elite (ESP)
- 2010 - 3e Wolvertem
- 2010 - 1e  Villarcayo, elite (ESP)
- 2010 - 1e  Medina de Pomar, elite (ESP)
- 2010 - 1e PK  Antwerpen Rijkevorsel, beloften
- 2011 - 2e Villarcayo, elite (ESP)
- 2011 - 3e Citadelcross Namen bij de beloften
- 2013 - 1e PK  Antwerpen Vorselaar, elite zonder contract

## Ploegen
- 2009 –  Sunweb-Pro Job
- 2010 –  Sunweb-Revor
- 2011 –  Sunweb-Revor
- 2012 –  Sunweb-Revor

Beelen · Bossuyt · Eeckhout · Eising · Kloucek · Polnický · Schoonacker · Van Compernolle · Van Dael · van den Brand · Vanthourenhout · Vantornout · Vernaeckt
Beelen · Boden · Bossuyt · Braet · De Clercq · Eeckhout · Eising · Kloucek · Polnický · Van Compernolle · Van Dael · van den Brand · Vanthourenhout · Vantornout · Vernaeckt · Zlámalík
Aernouts · Beelen · Boden · Bossuyt · Braet · De Clercq · Eeckhout · Eising · Merlier · Pauwels · Polnický · Vanthourenhout · Vantornout · Zlámalík
Aernouts · Beelen · Boden · Bossuyt · Braet · Eising · Hník · Merlier · Pauwels · Vantornout